# Begonia pelargoniiflora
Begonia pelargoniiflora é uma espécie de Begonia, nativa do Camarões e Guiné Equatorial.